# النهضة الوطنية الأوكرانية
النهضة الوطنية الأوكرانية (بالأوكرانية: Українське національне відродження)‏، حدثت خلال فترة تاريخية من الزمن عندما قسمت أراضي أوكرانيا الحديثة بين الإمبراطورية النمساوية ومملكة المجر والإمبراطورية الروسية بعد تقسيم بولندا في نهاية القرن الثامن عشر. حدثت هذه الفترة بعد فترة وجيزة من انتفاضات الجيداماكي (المعروفة أيضا باسم كوليفشتشينا(بالأوكرانية: Коліївщина)‏) التي هزت أراضي هتمانات القوزاق السابقة.
كانت تلك الفترة التي قُهرت فيها المقاومة الوطنية الأوكرانية بالكامل تقريبًا وخفت. صُفيت جميع مؤسسات الدولة التابعة لهتمانات القوزاق بالكامل معحركة القوزاق. نجحت الأراضي الأوروبية للإمبراطورية الروسية
في عبور نهر دنيبر والامتداد نحو وسط أوروبا وكذلك الوصول إلى شواطئ البحر الأسود.
ورغم ذلك، تعتبر الفترة أيضًا بداية الأدب الأوكراني الحديث، ومن بينها أعمال إيفان كوتلياريفسكي. قام عدد من المؤرخين الأوكرانيين مثل فولوديمير دوروشينكو وميخايلو هروشيفسكي بتقسيم تلك الفترة إلى ثلاث مراحل. تمتد المرحلة الأولى من نهاية القرن الثامن عشر إلى أربعينيات القرن التاسع عشر. تغطي المرحلة الثانية الفترة من 1840 إلى 1850. الفترة الثالثة هي النصف الثاني من القرن التاسع عشر.

## دائرة نوفهورود سيفرسكي الوطنية

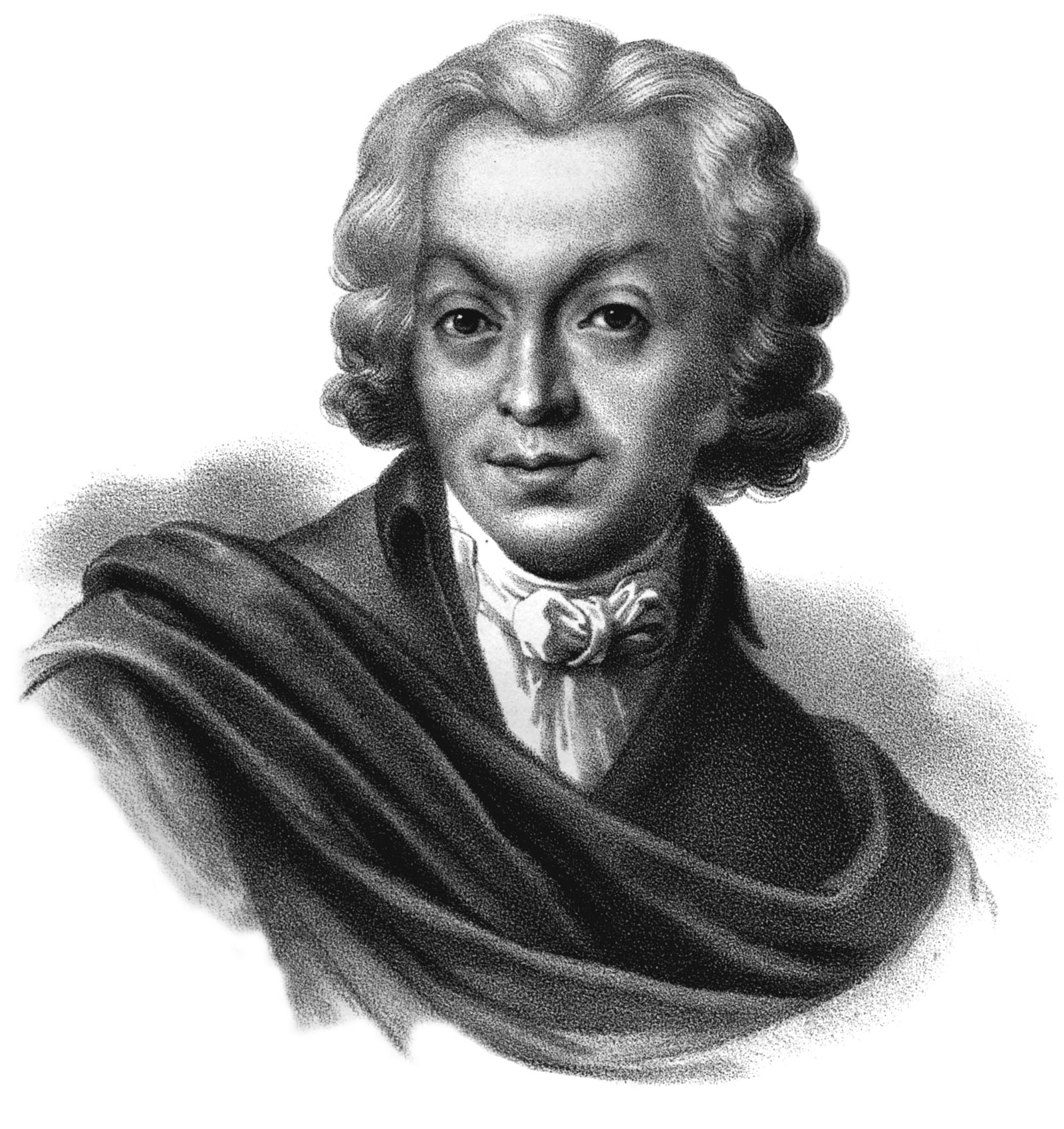
فاسيل كابنيست

كانت دائرة نوفهورود سيفرسكي الوطنية موجودة قبل الحرب الوطنية عام 1812 في نوفهورود سيفرسكي، الإمبراطورية الروسية. ضم أعضاؤها شخصيات مثل أندريه هودوفيتش، وتيموفي كالينسكي، وإيفان خالانسكي، وأرخيب خودوربا، وبافلو كوروبشيفسكي، وأوباناس لوبيزيفيتش (أحد القادة)، وميخايلو ميكلاشيفسكي، وهريهوري بوليتيكا، وأندري راتشينسكي، وبيشوبانسكي.،ه. دولينسكي، س. شيراي، و أ. بريهارا. هناك إعتقادات بأن مهمة فاسيلي كابنيست السرية في عام 1791 إلى برلين كانت مرتبطة بهذه الدائرة. لعبت الدائرة دورًا رئيسيًا في إحياء أفواج القوزاق.

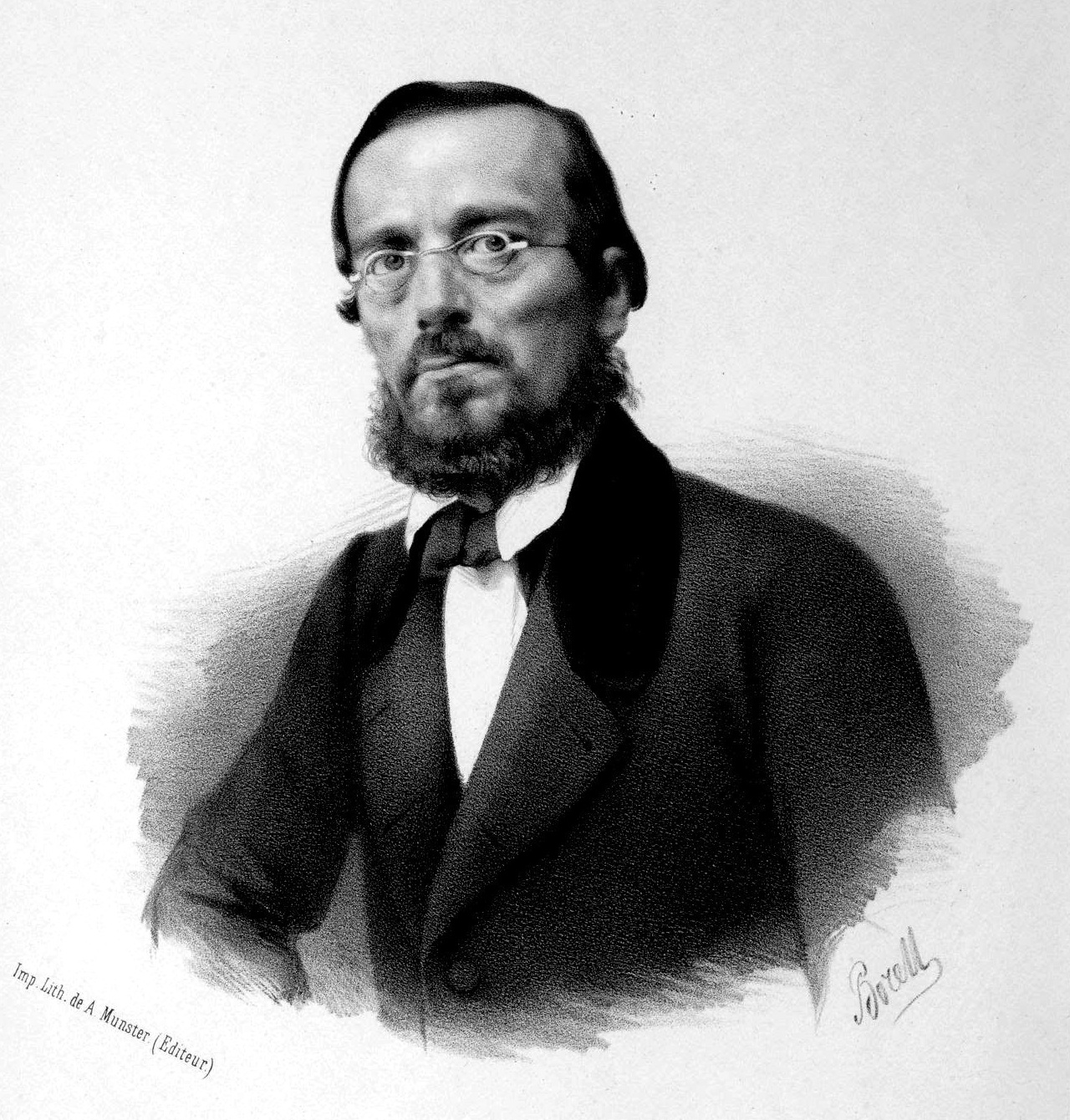
ميكولا كوستوماروف

## جماعة الإخوان سانت سيريل وميثوديوس

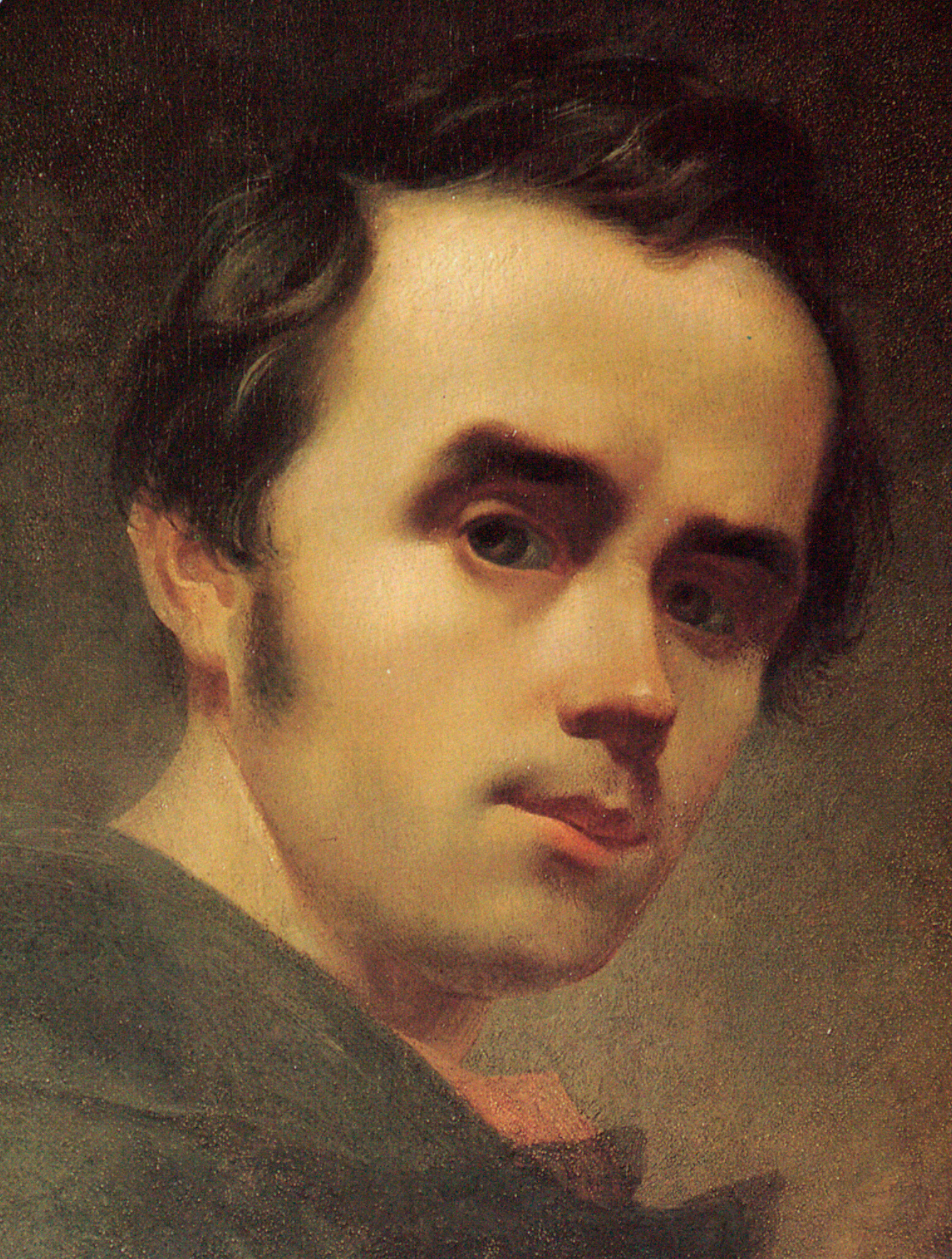
تاراس شيفتشينكو

كانت جماعة الإخوان القديسين سيريل وميثوديوس منظمة سرية مناهضة للاستبداد لفترة قصيرة من الإمبراطورية الروسية مقرها في كييف وتتألف من 12 عضوًا. كانت أفكار الوحدة السلافية شائعة بين بعض المشاركين فيها.

## هرومادا
ظهرت شبكة من هرومادات (المجتمعات الأوكرانية) بعد فترة وجيزة من تصفية جماعة الإخوان سانت سيريل وميثوديوس وتأثرت بشدة بحركة خيلومانستوفو المستمرة على أراضي أوكرانيا الحديثة. ظهرت أول هرومادا في عاصمة الإمبراطورية الروسية، سانت بطرسبرغ. كان العديد من الأعضاء محررين لمجلة Osnova الأوكرانية التي نُشرت في 1861-1862. من بين أعضاء هرومادا سانت بطرسبرغ اللاحقين كان فولوديمير ليونتوفيتش وبترو ستيبنيتسك وغيرهم. ومع ذلك، ظهرت أكثر الهرومادات تأثيراً في كييف، وكان أعضاؤها كل من فولوديمير أنتونوفيتش وميخايلو دراهومانوف وميكولا ليسينكو وبافلو تشوبينسكي وغيرهم. لعبت هرومادا كييف والي يُطلق عليها الهرومادا القديمة دورًا رئيسيًا في ظهور العديد من المنظمات السياسية والثقافية الأوكرانية في الجبرنيات الأوكرانية التابعة للإمبراطورية الروسية مثل جمعية التقدميين الأوكرانيين، والحزب الثوري الأوكراني، وبروسفيتا ( التنوير )، وغيرها. وجدت بعض الهرومادات القوية في أوديسا، خاركوف، تشيرنيهيف، بولتافا وغيرها.

## في الإمبراطورية النمساوية ومملكة المجر
تُعد النهضة الوطنية الأوكرانية في الإقليم الذي يُعرف اليوم بأوكرانيا الغربية قد بدأ حوالي عام 1837، عندما نشر ماركيان شاشكيفيتش وإيفان فاهيليفيتش وياكيف هولوفاتسكي "روسالكا دنيستروفايا"، وهو تقويم للأغاني الشعبية الأوكرانية في بودا بالمجر. خلال ثورة 1848، تأسس المجلس الأعلى الروثيني في لفيف، ليصبح أول منظمة سياسية أوكرانية قانونية. في مايو 1848، بدأت زوريا هاليتسكا (Zoria Halytska)
النشر كأول صحيفة باللغة الأوكرانية. في عام 1890، تأسس الحزب الراديكالي الأوكراني، وهو أول حزب سياسي أوكراني.

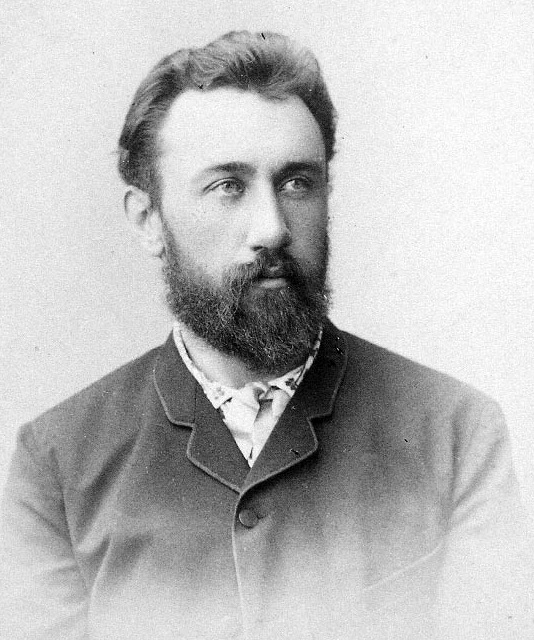
بوريس جرينشينكو

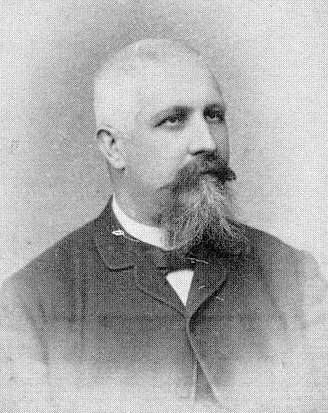
جوليان رومانشوك

## انظر أيضًا

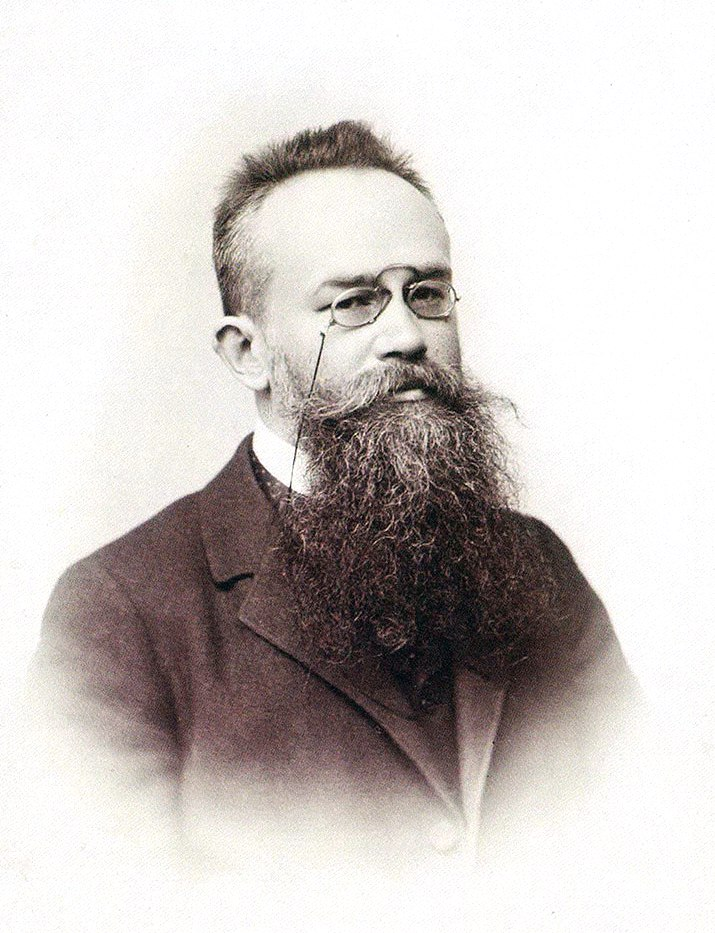
ميخايلو هروشيفسكي

## روابط خارجية
- دوروشنكو، ف. الثقافة الأوكرانية في روسيا. أحدث الأوقات. «تداول الاتحاد من أجل تحرير أوكرانيا». فيينا، 1917.
- هريتساك، يا. مخطط تاريخ أوكرانيا: تشكيل الأمة الأوكرانية الحديثة.
- حركة التحرير الأوكرانية. المحفوظات الإلكترونية
- دائرة نوفهورود سيفرسكي الوطنية في موسوعة أوكرانيا
- هرومادات (هرومادا كييف) في موسوعة أوكرانيا